# 史魚光束介
史魚光束介（学名：Aetinoeythereis shihyüi）为粗面介科光束介屬下的一个种。